# Римская башня (Кёльн)
Римская башня в Кёльне (нем. Römerturm) — античный памятник архитектуры в Кёльне, часть стены римского города Колония Агриппина (Colonia Agrippinensis). Сторожевая башня, украшенная мозаичной кладкой, расположена в северной части древнего города.

## Общая характеристика
Башня расположена в центре Кёльна, примерно в 200 метрах от станции метро Аппельхофплац (Appellhofplatz) и примерно в 500 метрах от Кёльнского собора (Zeughausstraße 13). Это наиболее хорошо сохранившаяся часть римских городских укреплений. Римская башня отличается от других богатым орнаментальным декором, выложенным из различных камней: белого известняка, красного песчаника, серого трахита и темной граувакки (серой вакки). Мозаичная облицовка нижней части башни отличается от облицовки верхней части. Высота нижней части — 4,5 метра над землей, верхней части — 1,25 метра. Завершает башню зубчатый венец.

## История

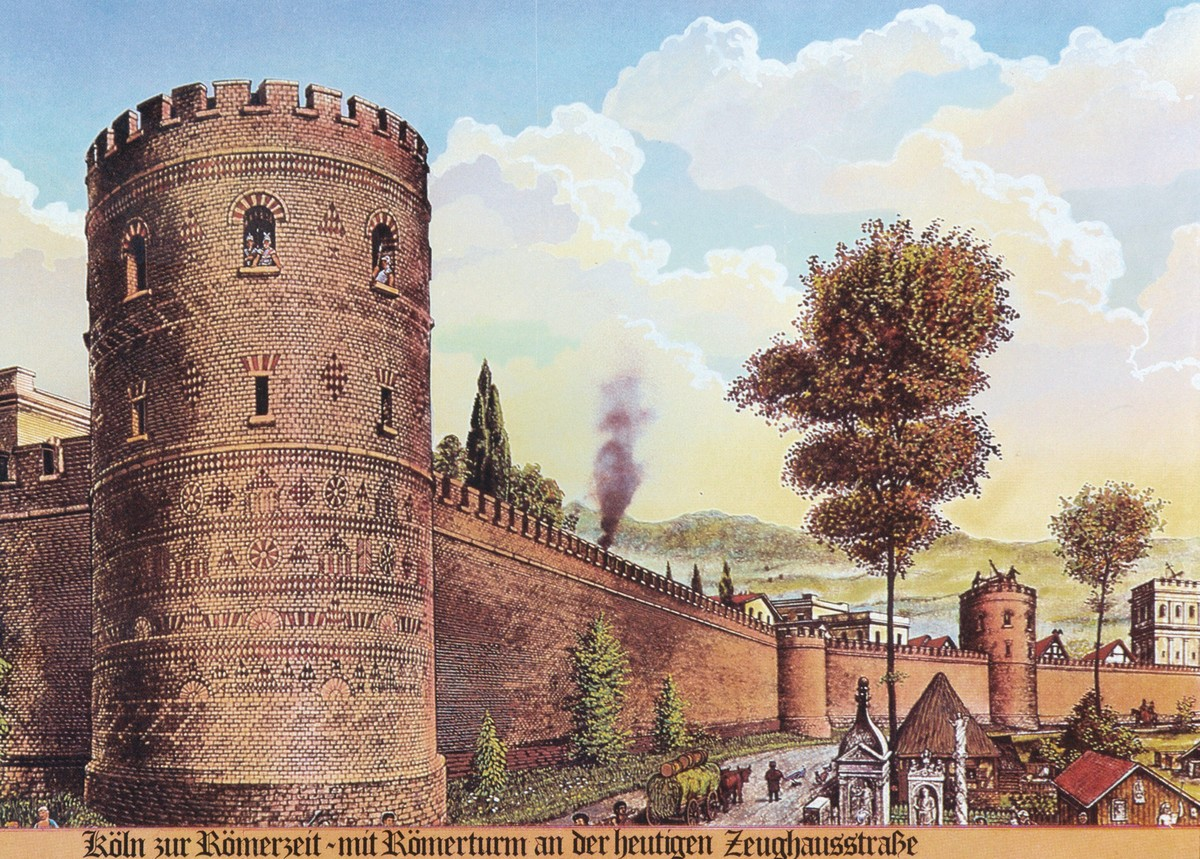
Римская башня с городской стеной около 1920 года

Вскоре после возведения Колонии Агриппина римляне начали строительство новой городской стены протяженностью почти четыре километра, которая была снабжена 19 башнями и 9 воротами. Одна из башен — северо-западная башня «Römerturm» (Римская башня) построена примерно в 50 году нашей эры. Это наиболее хорошо сохранившаяся часть комплекса высотой около 5,5 метров, украшенная сложной мозаикой из природного камня. Украшения верхней части относятся к III веку. Длина стены к западу от башни составляла 1179,9 метра и к северу — 948,9 метра, сегодня они сохранились лишь фрагментарно.

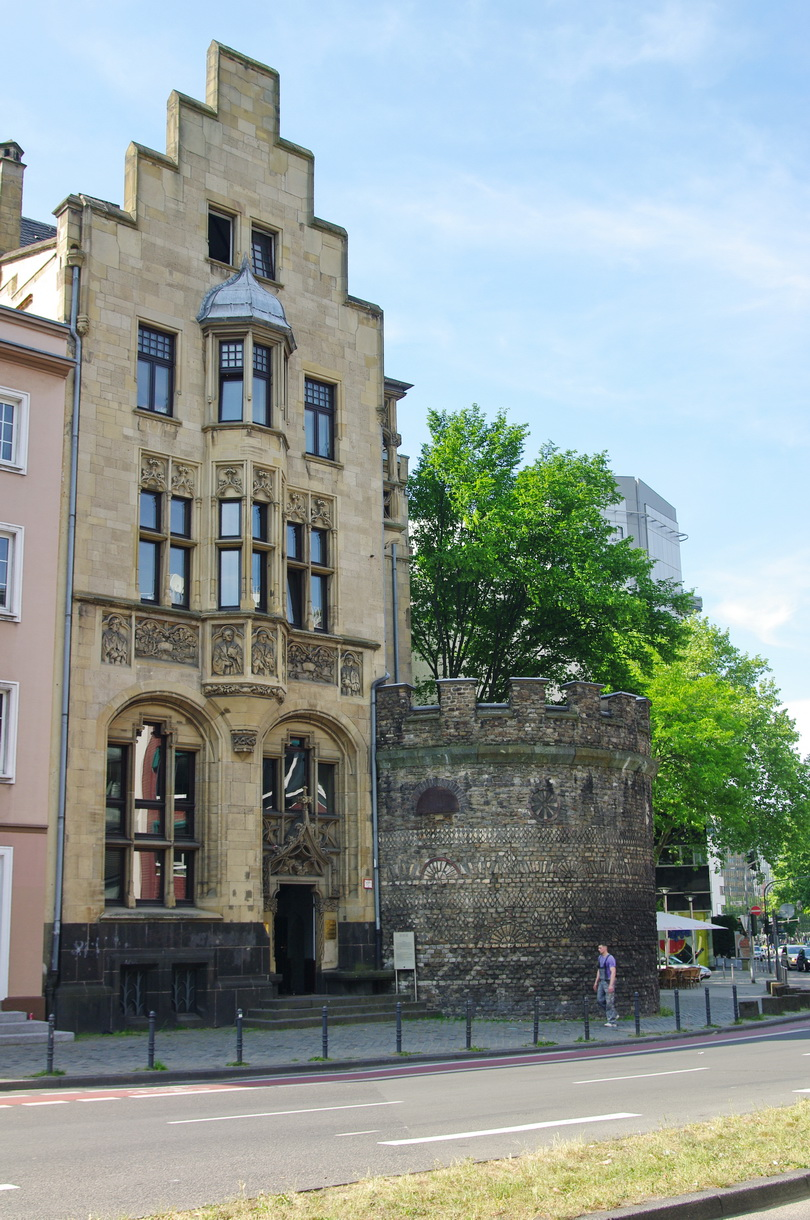
Римская башня сегодня

В 1304 году на холме, где стоит римская башня, началось строительство монастыря Святой Клары, основанного графиней Рихардис фон Юлих, женой владельца данного земельного участка, графа Вильгельма фон Юлиха. В основном знатные обитатели монастыря использовали башню как уборную (лат. Cloaca).
Башня, известная с момента постройки монастыря как «Кларентурм», принадлежала каноникам Кёльна с 1246 по 1805 год. В ходе секуляризации при французах (с 1806 года) вновь стала называться «Римской башней» (Römerturm). Монастырь был закрыт в 1802 году, и в 1806 году участок был продан. В середине XIX века он был окончательно разделен и перепродан.
В 1833 году к «Римской башне» было пристроено новое здание. Это можно увидеть на акварели, сделанной в 1836 году художником Георгом Остервальдом. В 1873 году во избежание приватизации и угрозы сноса город Кёльн выкупил башню за 19 000 талеров. Башня была отреставрирована и на сегодняшний день является единственной сохранившейся «римской башней» в городе. В 1875 году кёльнский архитектор Йозеф Фельтен сделал горизонтальный разрез башни (схему). Пристройки были снова удалены, но когда в 1898—1899 годах было пристроено неоготическое здание (архитектор Карл Мориц; резиденция управления зданием собора с 1904 по 1948 год), самая верхняя зона была дополнена видимыми зубчатыми стенами.
Сегодня башня, внесённая в 1980 году в список охраняемых памятников культуры, снова находится в частной собственности.
В начале 2020 года исследования показали, что между наружной кладкой и основной кладкой на северной стороне башни образовался своего рода пузырь. Наружная оболочка стены удерживается до начала ремонта с помощью натяжных тросов, сетчатого покрытия, грузов и противовесов.

## Другие руины римских башен
- Примерно в 100 м южнее находятся руины Башни Хелене (Helenenturm), ещё одной башни укреплений римского города. Руины расположены на одноимённой улице. В отличие от Римской, башня Хелене не была богато украшена.
- Башня Лизолфа.
- Памятник Убиеру или «Портовая башня», восходящий к Оппидум Убиорум.